# Melinoides iobarris
Melinoides iobarris är en fjärilsart som beskrevs av Dyar 1916. Melinoides iobarris ingår i släktet Melinoides och familjen mätare. Inga underarter finns listade i Catalogue of Life.